# 最小出版單位
在學術出版中，最小可出版單位是指可以通過期刊或會議的同儕審查，並最終得以出版的最小資訊量。本詞語常用於玩笑、諷刺、或貶低學者將其研究成果分散在數篇論文中以誇大發表數之行為。
發表研究成果是科學研究的一部分，其中發表數通常用於評估科學家的貢獻，尤是審查研究經費時。為了在這類審查中佔據優勢，一些科學家傾向於將研究成果切割成較小的「碎片」並分別寫成獨立的文章，以期最大化發表數。切到最細小之處，再切下去便無法通過審查（於是無法發表）的碎片便被稱為最小可出版單位。 